# Carlos Gomes de Souza Shalders
Carlos Gomes de Souza Shalders (3 de outubro de 1863 – São Paulo, 10 de dezembro de 1963) foi um professor e espírita brasileiro.

## Biografia
Filho do inglês e futuro cônsul Robert James Shalders e da D. Clementina Gomes de Souza Shalders, fez os seus estudos preliminares na Inglaterra, vindo mais tarde a estudar na Escola Politécnica do Rio de Janeiro. Formado, seguiu para o estado de São Paulo, onde ingressou na Companhia Mogiana de Estradas de Ferro, da qual foi um dos pioneiros, dirigindo a construção do ramal de Moji-Mirim à Sapucaia.
Contribuiu para a fundação da Escola Politécnica da Universidade de São Paulo, da qual foi catedrático de Complementos de Matemática e Álgebra Superior, lecionando essa cadeira desde a fundação da Escola (15 de fevereiro de 1894, até à sua aposentadoria, em 1934. Foi diretor dessa mesma Escola, nos anos de 1931 e 1932, um período bastante difícil de sua história devido à Revolução Constitucionalista de 1932.
Pelos seus eminentes serviços, foi distinguido com o título de doutor "Honoris causa" e de "Professor Emérito" (13 de maio de 1949), pela Universidade de São Paulo.
De formação originalmente protestante, na militância espírita foi, durante muitos anos, vice-presidente e membro do Conselho Deliberativo da Federação Espírita do Estado de São Paulo, dirigindo concomitantemente o seu departamento de pesquisas psíquicas. Foi ainda o primeiro presidente da Associação Cristã de Moços de São Paulo.
Com mais de 90 anos de idade, ainda trabalhava na Light São Paulo. Nessa época publicou um livro intitulado "Uma Análise Crítica da Bíblia", no qual expôs com uma lucidez extraordinária, as suas ideias e o seu raciocínio tratando de um assunto tão árido. Com 96 anos de idade, para não ficar sem fazer nada, realizando o seu desejo de fazer o bem, empreendia, uma vez por semana, uma peregrinação juntamente com um grupo de confrades, visitando doentes, ministrando-lhes passes e proferindo palavras de conforto espiritual.

## Homenagens
O transcurso do seu centenário (ainda em vida) foi comemorado pela Escola Politécnica de São Paulo, pela Associação dos Antigos Alunos da Escola Politécnica e pelo Instituto de Engenharia de São Paulo, tendo havido uma sessão solene da congregação, com a instalação do retrato do professor Shalders, bem como inauguração de um medalhão de bronze, com placa alusiva à data, no Departamento de Matemática da Escola Politécnica, na cidade universitária da Universidade de São Paulo, placa essa ofertada pelos ex-alunos da primeira escola de ensino superior criada pelo governo do estado de São Paulo, logo após a proclamação da República brasileira.